# Сундома

Сундома — река в России, протекает в Бабушкинском районе Вологодской области. Устье реки находится в 21 км по правому берегу реки Юза. Длина реки составляет 14 км.
Исток Сундомы расположен в заболоченном лесном массиве в 7 км к юго-западу от посёлка Зайчики (Рослятинское сельское поселение). Река течёт на юг, затем на юго-восток, крупных притоков нет. Несколькими километрами западнее параллельно течёт Вохтома.
Сундома впадает в Юзу в 7 км к северо-востоку от села Воскресенское, центра Березниковского сельского поселения.

## Данные водного реестра
По данным государственного водного реестра России относится к Верхневолжскому бассейновому округу, водохозяйственный участок реки — Унжа от истока и до устья, речной подбассейн реки — Бассей притоков Волги ниже Рыбинского водохранилища до впадения Оки. Речной бассейн реки — (Верхняя) Волга до Куйбышевского водохранилища (без бассейна Оки).
По данным геоинформационной системы водохозяйственного районирования территории РФ, подготовленной Федеральным агентством водных ресурсов:
- Код водного объекта в государственном водном реестре — 08010300312110000014818
- Код по гидрологической изученности (ГИ) — 110001481
- Код бассейна — 08.01.03.003
- Номер тома по ГИ — 10
- Выпуск по ГИ — 0